# コートジボワールの港湾
コートジボワールの港湾（コートジボワールのこうわん、英語: Ports and harbours in Ivory Coast）は、コートジボワールにおける港湾について記す。

## 一覧
- アビジャン港（英語版）（アビジャン）
- サン＝ペドロ港（サン＝ペドロ）
- サッサンドラ港（サッサンドラ（英語版））（ササンドラ）
- アボイッソ港（アボイッソ（英語版））（アボワッソ）
- ダブー港（ダブー）